# Hozlauerové z Hozlau
Hozlauerové z Hozlau resp. z Hazlova (německy Haslauer von Haslau) byli šlechtický rod v Čechách, Frankách a Fojtsku. V roce 1845 vymřel v mužské linii. Jejich erb je identický s erby rodů Neubergů a Raitenbachů.

## Původ
Hozlauerové z Hozlau přišli do Čech z Haslau v rakouské marce Ostarrichi (dnes Dolní Rakousy). V první zmínce o vesnici Hazlov z roku 1224 se objevuje Bedřich z Hozlau, který pravděpodobně založil tamní hrad.
Rod vymřel v mužské linii v osobě c. k. plukovníka Josefa z Hozlau, který zemřel v roce 1845 v Brně. Další rodové větve sídlily v Čechách, Frankách a Fojtsku.
Jejich rodový erb byl stejný od 12. století, což umožňuje přibližné zmapování historie rodu.

## Hozlauerové v bavorské Nordgau a Fojtsku

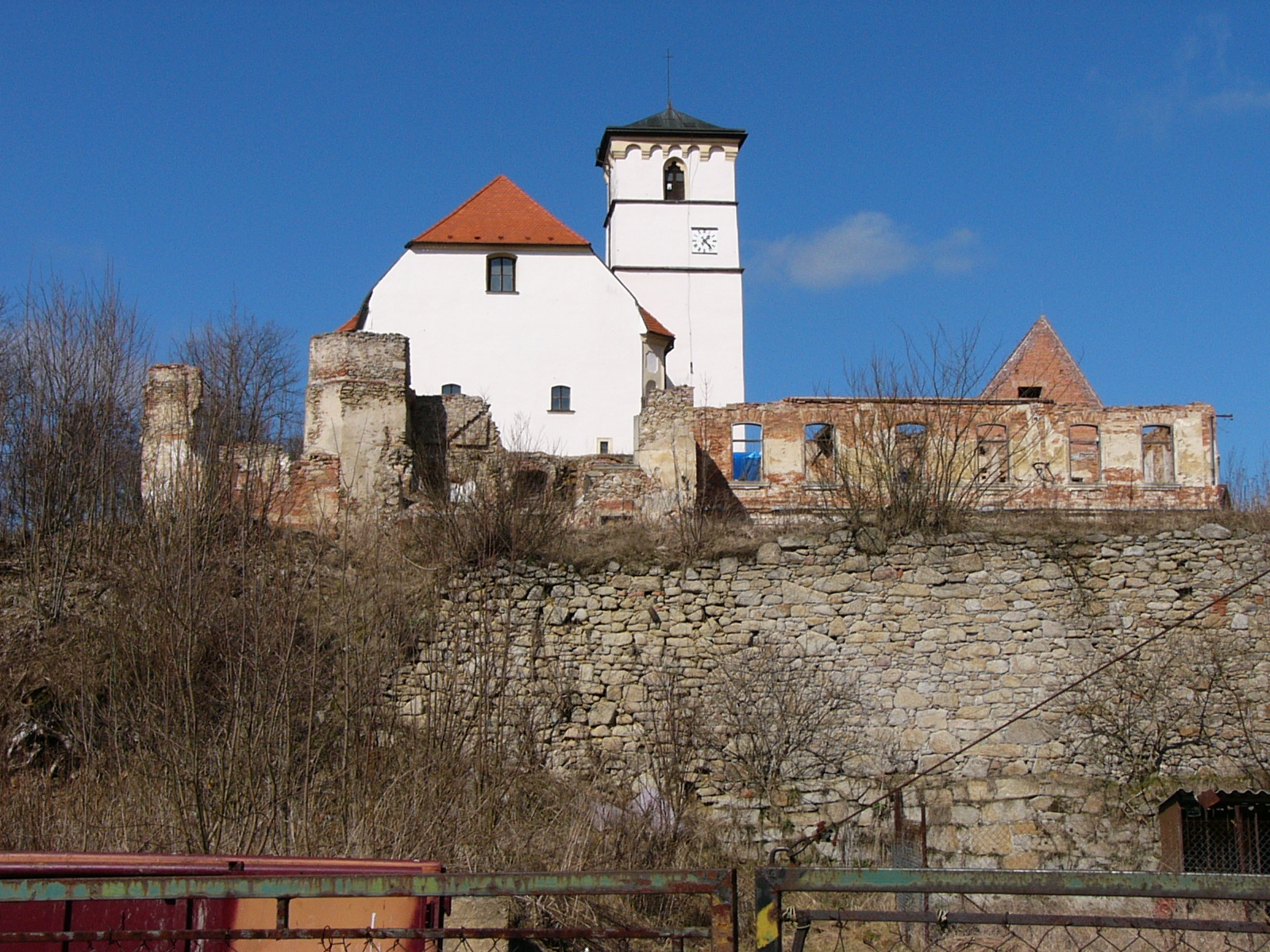
Zřícenina hradu Hazlov

Jedním z jejich sídel v Severní župě (Nordgau) byl hrad Haslau dochovaný dodnes v západočeské obci Hazlov na Chebsku.
V roce 1311 členové rodiny urovnali spor s klášterem Valdsasy, který vypukl poté, co poddaní kláštera zabili bärnauského soudce Konráda Hozlauera.
Jako zchudlá zemská šlechta 14. století na Chebsku, v Ašském výběžku a ve Dvorsku někteří členové rodu působili jako loupeživí rytíři. Bedřich Hozlauer byl jedním z pomocníků Bedřicha z Neuberka a v roce 1380 se účastnil guttenberského sporu a poté i chebského sporu.

## Erb

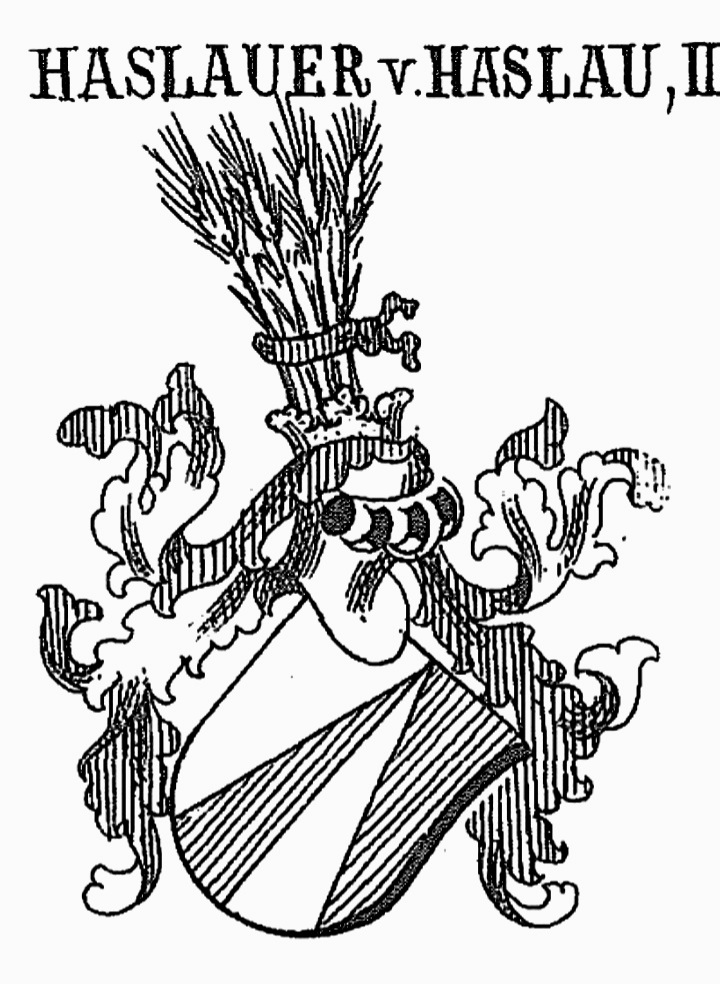
Erb Hozlauerů z Hozlau (varianta)
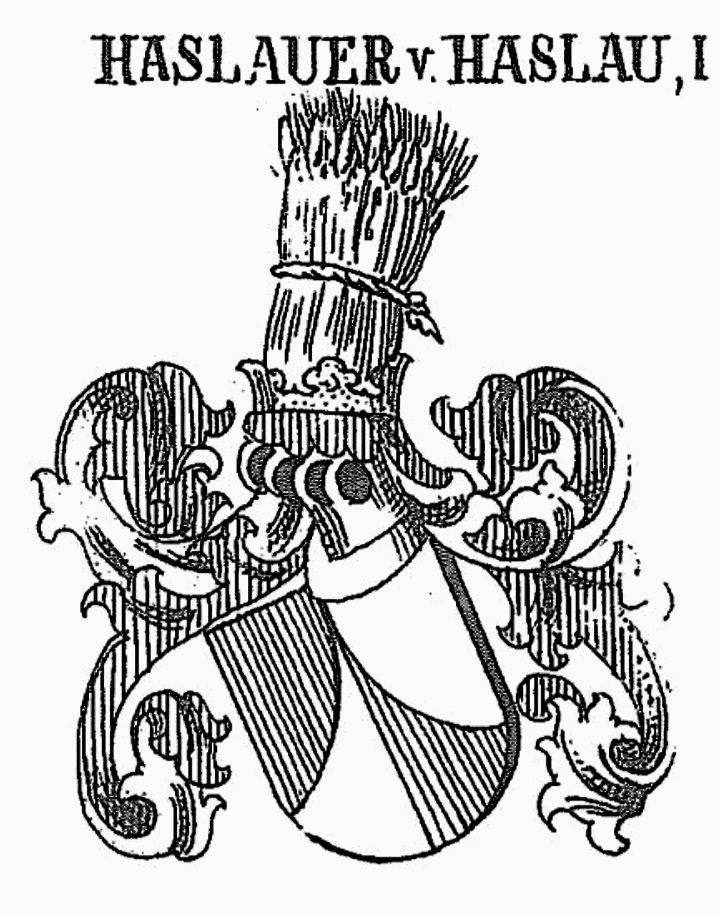
Erb Hozlauerů z Hozlau (varianta)
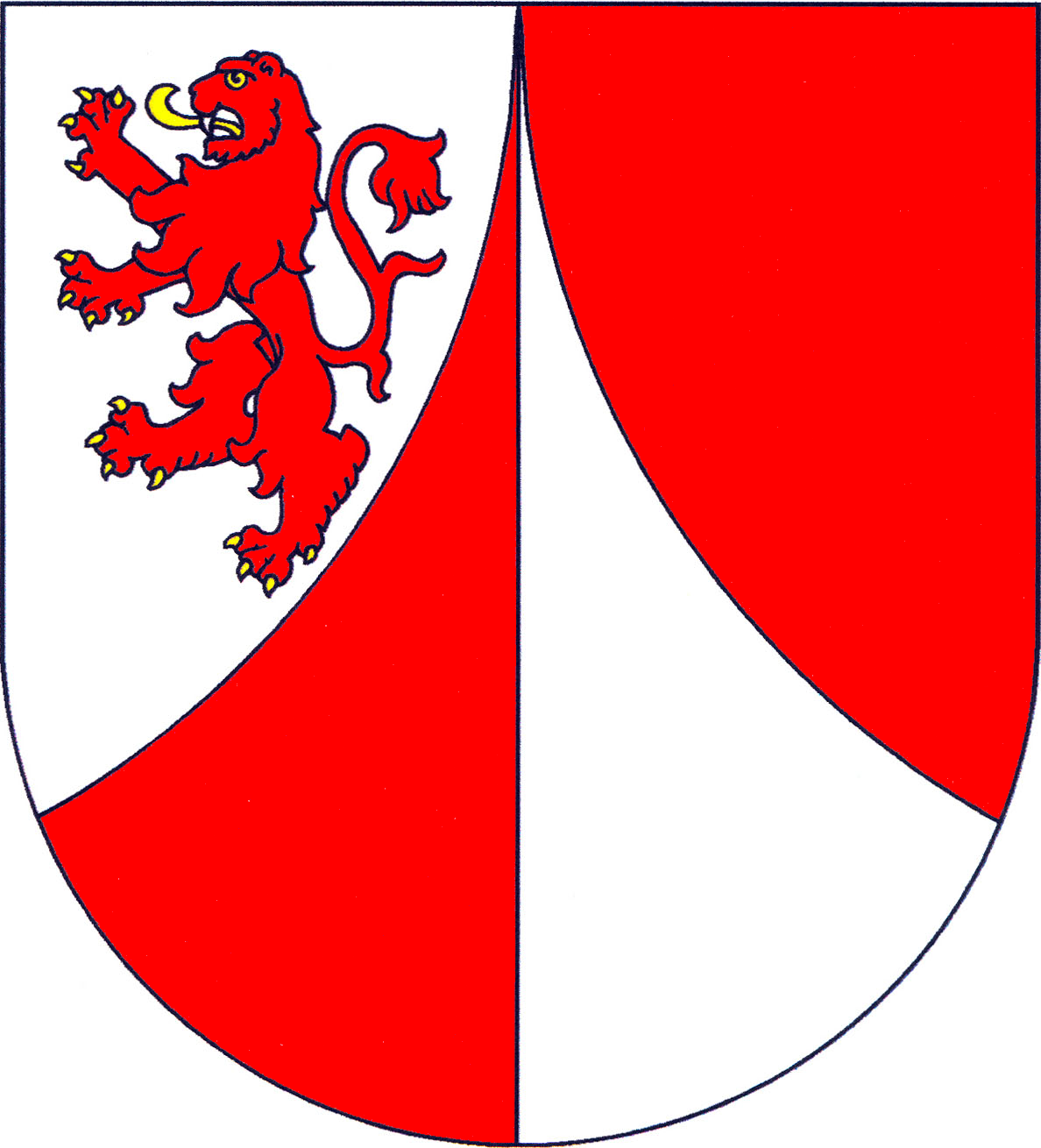
Znak obce Hazlov na Chebsku

Stříbro-červený štípaný znak nese (zakřivený) hrot střídavě štříbro-červený, jehož vrchol sahá až k hornímu okraji štítu. Korunovaná přilba s červeným a stříbrným krytím nese klenot, stříbrný a červený buvolí roh (nebo zlatý svazek klasů). Svazek klasů je také klenotem erbů Neubergů (Neydbergů) a Raitenbachů, kteří pocházejí ze stejné oblasti.

## Význační členové rodu
- Jiří Hozlauer z Hozlau († 1661), majitel šlechtického statku v Thierbachu
- Jošt Hozlauer z Hozlau, stavitel tvrze ve Hvozdně
- Volf (Wolfgang) Hozlauer z Hozlau, jeden ze 48 pánů zatčených po bitvě na Bílé hoře